# Caroline de Braunschweig
Caroline de Braunschweig-Wolfenbüttel (Caroline Amelia Elizabeth; mai târziu regina Caroline; 17 mai 1768 – 7 august 1821) a fost soția regelui George al IV-lea al Regatului Unit.

## Copilărie și logodnă
Caroline s-a născut la 17 mai 1768 la Braunschweig în Germania, fiica lui Karl Wilhelm, Duce de Braunschweig-Wolfenbüttel și a Prințesei Augusta Frederika de Wales, sora cea mare a regelui George III.
În 1794, s-a logodit cu fiul cel mare al regelui George al III-lea, vărul ei primar, George, Prinț de Wales. Ei nu se întâlniseră niciodată - George a fost de acord să se căsătorească cu ea pentru că el avea foarte multe datorii și, dacă ar fi contractat o căsătorie cu o prințesă eligibilă, Parlamentul i-ar fi crescut alocația. Caroline părea perfect adecvată: prin naștere era protestantă iar căsătoria ar fi aliat Braunschweig și Marea Britanie. Deși Braunschweig era o țară mică, Marea Britanie era în război cu Franța revoluționară și era dornică să obțină aliați pe continentul european. La 20 noiembrie 1794, Lordul Malmesbury a ajuns la Braunschweig pentru a o escorta pe Caroline la noua sa viață în Marea Britanie.
În jurnalul său Lordul Malmesbury notează rezervele sale cu privire la adecvarea Caroline ca o mireasă pentru un prinț: este lipsită de hotărâre, bună-cuviință și tact, acționează indiscret și de multe ori neglijează să se spele sau să-și schimbe hainele murdare. Cu toate acestea, Malmesbury a fost impresionat de curajul ei; pe drumul spre Anglia, se auzeau focuri de armă, deoarece nu erau departe de liniile franceze. În timp ce mama Carolinei era preocupată de siguranța lor, Caroline era fără teamă.
La întâlnirea cu viitoarea sa soție, George a cerut un pahar de coniac. El a fost în mod evident dezamăgit. Dezamăgită la rândul ei, Caroline i-a spus Lordului Malmesbury "[Prințul este] foarte gras și nu este frumos așa cum este portretul lui" La cina din acea seară, prințul a fost consternat de natura gureșă a Carolinei. Ea a fost supărată și dezamăgită de partizanatul evident al lui George pentru Lady Jersey.

## Un mariaj cu probleme

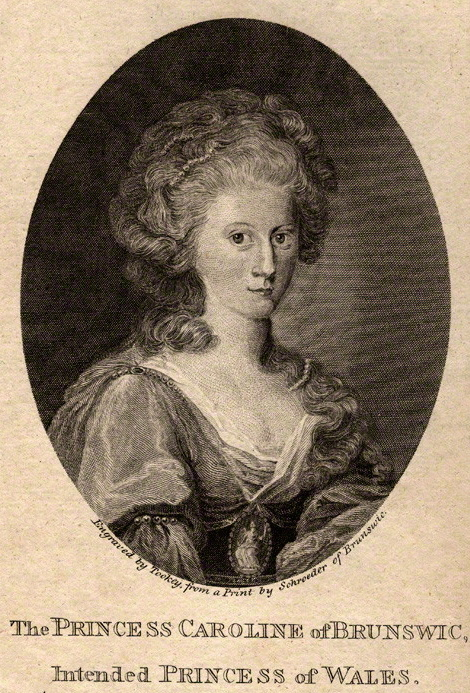
Caroline în 1795, la scurt timp după căsătoria cu viitorul George al IV-lea.

Caroline și George s-au căsătorit la 8 aprilie 1795 la palatul St. James din Londra. La ceremonie, George a fost beat. El o găsea pe Caroline neatractivă, neigienică și i-a spus Lordului Malmesbury că suspectează că n-a fost virgină atunci când s-au căsătorit. El cu siguranță nu era, se căsătorise în secret cu Maria Fitzherbert; totuși, căsătoria cu Fitzherbert a violat Actul din 1772 și deci nu era validă.
Corespondența Prințului arată că cuplul a avut relații sexuale doar de trei ori: de două ori în prima noapte de căsătorie, și o dată a doua noapte. Prințesa Charlotte Augusta de Wales, singurul copil legitim al lui George s-a născut la 7 ianuarie 1796. Imediat după nașterea ei, Charlotte a devenit a doua în linia de succesiune la tronul britanic. Prințul și Prințesa de Wales nu au locuit niciodată împreună după aceea, în public apăreau separați și amândoi erau implicați în relații extraconjugale. Acest lucru i-a adus reginei porecla de "regina imorală".
La trei zile după nașterea Charlottei, George și-a făcut un nou testament. Și-a lăsat toate proprietățile "Mariei Fitzherbert, soția mea" în timp ce Carolinei i-a lăsat un șiling. Ziarele au pretins că Lady Jersey (doamnă de onoare și fostă metresă a regelui) a deschis, citit și a distribuit scrisori ale Carolinei cu conținut privat. Presa l-a umilit pe George pentru extravaganțele sale și pentru lux în vremea războilui și a schițat Carolinei un portret de soție neglijată. Regina a fost aplaudată în public pentru caracterul său deschis. George era consternat de popularitatea ei și de propria sa nepopularitate și se simțea prins într-un mariaj nefericit cu o femeie urâtă. Voia separare.

## Prințesă de Wales

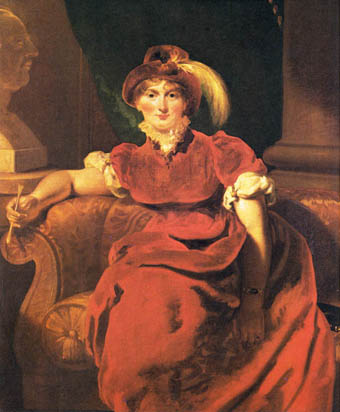
Prințesă de Wales

Caroline s-a mutat într-o reședință privată: la început la Vicarage în Charlton, apoi la Casa Montagu, căminul contelui de Sandwich, în Blackheath. Fără să mai fie constrânsă de un soț, ea primea pe cine voia. A filtrat cu amiralul Sidney Smith și cu căpitanul Thomas Manby și e posibil să fi avut un flirt cu politicianul George Canning.
Fiica ei Charlotte a fost plasată în grija unei guvernante în apropiere de Casa Montagu iar Caroline o vizita des. Caroline a adoptat opt sau nouă copii săraci. În 1802 a adoptat un băiat de trei luni William Austin și l-a adus acasă. În 1805 Caroline s-a îndrăgostit de vecinul ei Sir John iar soția acestuia, Lady Douglas, a susținut că Prințesa de Walles le-a trimis scrisori obscene și hărțuitoare. Lady Douglas a acuzat-o pe Caroline de infidelitate și a afirmat că William Austin era fiul nelegitim al Carolinei.
În 1806, o comisie secretă a fost creată pentru a investiga acuzația Lady Douglas. Comisia era alcătuită din patru oameni: primul ministru Marii Britanii Lordul Grenville, Lordul Cancelar Erskine, Ministrul Justiției Lordul Ellenborough și secretarul de stat Lordul Spencer. Lady Douglas a mărturisit că însăși Caroline a recunoscut că în 1802 era însărcinată și că Austin este fiul ei. A mai afirmat că Prințesa era nepoliticoasă cu familia regală, o atingea într-un mod inadecvat sexual și a recunoscut că orice relație de prietenie dintre o femeie și un bărbat e sigur că va deveni una de dragoste.
În plus față de Smith, Manby și Canning, pictorul Thomas Lawrence, Henry Hood (fiul Lordului Hood) și alții au fost menționați ca potențiali iubiți. Servitorii Carolinei nu au confirmat că acești domni ar fi fost iubiții ei și nici că a fost însărcinată și au spus că băiatul William Austin a fost adus Carolinei de mama sa adevărată, Sophia Austin. Sophia a mărturisit că era copilul ei. Comisia a decis că acuzațiile "nu au fundament" însă deși ancheta era secretă au existat bârfe și scurgeri în presă.
Purtarea Carolinei față de prietenii ei a fost considerată nepotrivită însă nu s-au găsit dovezi că ar fost vinovată de altceva decât de flirt. 